# Jan-Ove Waldner
Jan-Ove Waldner, właściwie Valdner (ur. 3 października 1965 w Sztokholmie) – szwedzki tenisista stołowy, mistrz olimpijski z Barcelony (1992), sześciokrotny mistrz świata, dwukrotny zdobywca pucharu świata, jedenastokrotny mistrz europy. Nazywany „Mozartem tenisa stołowego”. Uznawany za najlepszego tenisistę stołowego w historii. Jedyny zawodnik spoza Azji, któremu udało się zdobyć tytuł mistrza olimpijskiego w tenisie stołowym. Zdobywca tzw. Wielkiego szlema (mistrzostwo świata, puchar świata i mistrzostwo olimpijskie w grze pojedynczej).

## Życiorys

### Kariera juniorska i pierwsze lata w szwedzkiej Elitserien

#### Początki (1971–1978)
Grę w tenisa stołowego rozpoczął mając 6 lat, w czasach, gdy sport ten był w Szwecji bardzo popularny (spowodowane było to m.in. tytułem mistrza świata zdobytym przez Stellana Bengtssona – jako pierwszy Szwed w historii). Pierwszym klubem Waldnera był Stockholms Spårvägars GoIF, w barwach którego w ciągu całej kariery występował łącznie przez 17 lat.
Mając 9 lat z zaproszenia Szwedzkiego Związku Tenisa Stołowego uczestniczył w odbywającym się w Örebro obozie tenisowym. Gdy matka Waldnera – Marianne – przyjechała zabrać go do oddalonego o ok. 250 km domu, ten odrzekł: „Jutro odbywa się tutaj turniej. Za wszelką cenę nie chcę, żeby mnie ominął”. W 1975 zdobył mistrzostwo Szwecji w kategorii wiekowej do lat 11, co udało mu się także w 1976.
Ledwie rok później, 5 października 1977 roku zadebiutował w szwedzkiej ekstraklasie w barwach klubu Stockholms Spårvägars GoIF i wkrótce wygrał swój pierwszy mecz. Jego przeciwnik pytał potem „jak można pokonać kogoś, kogo się nie widzi?” – Waldner miał wtedy bowiem tylko 140 cm wzrostu.
W 1978 zdobył tytuł wicemistrza Szwecji w kategorii wiekowej do lat 13, przegrywając w finale zawodów z Jörgenem Perssonem w dwóch setach (21-19, 21-19). Był to pierwszy mecz między tymi zawodnikami, którzy przez całą karierę w samej grze pojedynczej mierzyli się 102 razy.

#### Lata występów na Mistrzostwach Europy Juniorów (1979–1983)

##### 1979
W rozgrywanych w Rzymie Mistrzostwach Europy Juniorów 1979 roku awansował do finału kategorii wiekowej kadetów, wygrywając w ćwierćfinale z Columem Slevinem z Irlandii (21-16, 21-16) i w półfinale z Pavlem Kroslakiem z Czechosłowacji (22-20, 21-18). Mimo wygrania dwóch meczów bez straty seta, Waldner przegrał w finale z Miroslavem Brodą z Czechosłowacji w dwóch setach (19-21, 19-21). W rozgrywkach drużyn narodowych w kategorii wiekowej kadetów również zdobył srebrny medal, po tym jak reprezentacja Szwecji uległa Czechosłowacji 1-3. W ramach tego pojedynku Waldner ponownie przegrał z Brodą w grze pojedynczej (20-22, 21-9, 18-21) oraz w grze podwójnej (w parze z Jonnym Åkessonem) z parą Broda/Kroslak (21-15, 21-16).
W tym samym roku Waldner zdobył również klubowe wicemistrzostwo Szwecji (Elitserien) ze Stockholms Spårvägars GoIF.

##### 1980
W marcu 1980 roku Waldner odniósł swoje pierwsze zwycięstwo w turnieju Safir International (w grze pojedynczej, w kategorii wiekowej kadetów), pokonując w finale w trzech setach Jörgena Perssona (21-18, 13-21, 21-19). W odbywających się w tym samym miesiącu mistrzostwach Szwecji zdobył zaś brązowy medal w kategorii wiekowej do lat 15 (w grze pojedynczej), po tym jak w półfinale przegrał 2:1 w setach z Erikiem Lindhem.
Latem 1980 roku po raz pierwszy odwiedził Chiny, gdzie wystąpił w turnieju Shanghai Open. Na trybunach zasiadało wówczas 12 tysięcy kibiców. Waldner przyjeżdżał tam jako „młodzieżowa gwiazda tenisa stołowego”, jednak już w trakcie treningów wielokrotnie przegrywał z chińskimi młodymi zawodnikami.
W odbywających się w sierpniu owego roku w Poznaniu Mistrzostwach Europy Juniorów startował zarówno w kategorii kadetów (gra pojedyncza oraz drużynowo), jak i juniorów (gra podwójna). W grze pojedynczej dotarł do finału bez straty seta, pokonując w ćwierćfinale Carla Preana z Anglii (21-19, 21-17), a w półfinale Tibora Nagya z Węgier (21-16, 21-19). W decydującym spotkaniu Waldner przegrał jednak z Jörgenem Perssonem (21-12, 18-21, 16-21), zdobywając wicemistrzostwo Europy. W grze podwójnej zaś (w parze z Jonnym Åkessonem) zdobył złoty medal, pokonując w finale w dwóch setach parę Persson/Erik Lindh (21-18, 21-12). W owych mistrzostwach Waldner zdobył jeszcze jeden tytuł mistrza Europy, gdyż drużyna narodowa Szwecji pokonała Czechosłowację (3:0 w meczach).

##### 1981
W marcu 1981 roku Waldner ponownie wygrał mistrzostwo Szwecji w kategorii wiekowej do lat 15 (w grze pojedynczej), pokonując w finale w trzech setach Jörgena Perssona (21-18, 20-22, 21-16). Wygrał jednak także w grze pojedynczej w kategorii wiekowej do lat 17, zdobywając przy tym srebrny medal w tej samej kategorii wiekowej w grze podwójnej.
W odbywających się na przełomie lipca i sierpnia 1981 roku Mistrzostwach Europy Juniorów w Topolczanach, Waldner startował już tylko w kategorii wiekowej juniorów. W czwartej rundzie gry pojedynczej znów pokonał on Tibora Nagya (21-16, 21-13), a ćwierćfinale Vladislava Brodę (21-18, 26-24). Po pokonaniu Vladimíra Dvořáka ze Związku Radzieckiego (21-19 i 21-14), Waldnerowi ponownie przyszło grać o złoty medal, który ostatecznie zdobył, wygrywając w dwóch setach z Miroslavem Brodą (21-18, 21-14). Również w grze podwójnej zdobył wówczas mistrzostwo Europy, po tym jak wraz z Jonnym Åkessonem pokonali w finale braci bliźniaków – Vladislava Brodę i Miroslava Brodę (21-19, 21-19). Trzeci złoty medal w owych mistrzostwach Waldner zdobył dzięki zwycięstwu drużyny narodowej Szwecji (w składzie Waldner, Persson, Lindh) nad Czechosłowacją (5:3 w meczach). W starciu tym przegrał on jednak 2 z 3 rozgrywanych meczów.
Jesienią 1981 roku zdobył także złoty medal Mistrzostw Krajów Nordyckich Juniorów w grze pojedynczej, ponownie pokonując w finale Perssona (23-21, 21-17). Mając w owym roku 16 lat, Waldner wygrał swoją pierwszą nagrodę o dużej wartości – samochód Porsche, którego jednak przez kolejne lata nie mógł prowadzić.

##### 1982
W 1982 Waldner po raz drugi zwyciężył w turnieju Safir International (tym razem w kategorii Elite), pokonując w dwóch setach Mikaela Appelgrena (21-5, 22-20). Wygrał także ponownie mistrzostwo Szwecji w kategorii wiekowej do lat 17, po tym jak pokonał w finale 2:1 Jonnego Åkessona (21-23, 21-11, 21-19).
W mistrzostwach Europy Juniorów w Hollabrunn zdobył zaś cztery medale – trzy złote i jeden srebrny. W grze pojedynczej w czwartej rundzie pokonał Aleksandra Stadnichenko ze Związku Radzieckiego (21-11, 21-10), a następnie Paula Haldana z Rumunii (21-19, 19-21, 21-7). W półfinale mierzył się z Vladislavem Brodą, którego pokonał w dwóch setach (21-15, 21-18), a w rozstrzygającym o medalu spotkaniu wygrał, również w dwóch setach, z partnerem z gry podwójnej – Jonnym Åkessonem (21-15, 21-18).
W grze podwójnej zaś razem z Åkessonem pokonali w ćwierćfinale w dwóch setach (21-10, 21-16) parę Marat Abzhigitov (Związek Radziecki)/Josef Leinweber (Węgry). W walce o finał Waldner znów spotkał Perssona, który grał w parze z Zoltanem Kaposztasem (Węgry). Waldner i Åkesson okazali się zwycięscy w dwóch setach (21-29, 21-14). Aby zdobyć złoty medal musieli oni pokonać jeszcze parę bliźniaków Broda. Wygrali w trzech setach (15-21, 21-10, 21-19).
Trzeci złoty medal Waldner zdobył w grze drużyn narodowych, po tym jak drużyna Szwecji pokonała Czechosłowację 5:0 w meczach, z czego 2 mecze wygrał Waldner (z Miroslavem Brodą – 21-17 i 21-16, a także Vladislavem Brodą – 21-12, 20-22, 21-11).
Srebrny medal Waldner zawdzięcza awansowi do finału w mikście, gdzie, grając w parze z Katalin Bolvari, ulegli parze Jörgen Persson i Olga Nemes (Rumunia) w trzech setach (23-21, 12-21, 16-21).
W tym samym roku Waldner po raz drugi zdobył wicemistrzostwo Szwecji z klubem Stockholms Spårvägars GoIF.

##### 1983
W rozgrywanych w marcu 1983 roku mistrzostwach Szwecji Waldner zdobył srebrny medal w grze pojedynczej w kategorii juniorów, po tym, jak przegrał w finale z Jörgenem Perssonem (26-24, 23-21). W grze podwójnej zaś wygrał brązowy medal.
W tym samym roku, w rodzimej Szwecji – Malmö – występował po raz ostatni w Mistrzostwach Europy Juniorów, zdobywając złoty medal w grze pojedynczej oraz srebrny w grze podwójnej mieszanej i drużynowo.
W rozgrywkach indywidualnych najpierw pokonał w czwartej rundzie Nicky’ego Masona z Anglii (21-13, 21-14), a potem Ilija Lupulesku z Jugosławii (21-15, 22-20). W kolejnej rundzie przeciwnikiem Waldnera był Andrei Mazunov ze Związku Radzieckiego, z którym to wygrał w trzech setach (15-21, 21-8, 21-19). W meczu o złoty medal Waldner pokonał Carla Preana z Anglii (21-10, 21-18).
W mikście tym razem występował w parze Pią Eliasson ze Szwecji. W ćwierćfinale pokonali oni węgierską parę Sándor Varga/Szonja Pircsak (21-11, 21-17), a w kolejnej rundzie parę radziecką Mazunov/Flera Khasanova (12-21, 21-10, 21-13). W finale dla Waldnera powtórzył się wynik sprzed roku (mimo zmiany partnerki). Razem z Eliasson przegrali bowiem z parą Persson/Nemes (21-15, 21-11).
Rozgrywki drużyn narodowych Szwecja zakończyła na drugim miejscu, po tym, jak przegrała w finale ze Związkiem Radzieckim (5:4 w meczach). W starciu tym Waldner wygrał dwa z trzech rozgrywanych przez siebie meczów (przegrał w dwóch setach z Mazunovem – 23-21 i 24-22).
Pod koniec roku Waldner ponownie grał w finale Mistrzostw Krajów Nordyckich Juniorów z Jörgenem Perssonem, lecz tym razem przegrał 3:1 w setach (21-19, 13-21, 21-9, 21-19).
Również w 1983, jako zawodnik Stockholms Spårvägars GoIF, zdobył pierwsze w karierze klubowe mistrzostwo Szwecji.

### Kariera seniorska
W wieku lat 17 zdobył pierwsze mistrzostwo Szwecji seniorów, a także pierwszy medal w seniorskich międzynarodowych zawodach – srebrny medal mistrzostw Europy. W finale zawodów uległ rodakowi Mikaelowi Appelgrenowi, z którym przyjaźnił się i trenował od 1972. Appelgren wygrał po pięciu setach i niemal godzinie gry. W tym samym roku (1983) wraz z reprezentacją Szwecji zdobył swój pierwszy medal mistrzostw świata (srebrny).
Waldner grał w Stockholms Spårvägars GoIF w latach 1978–1984, 1987–1991 i 2012–2016, gdzie też zakończył karierę. W sezonie 2015/2016 klub ten występował pod nazwą Ängby/Spårvägen Elit. W latach 1991–1995 Waldner występował w Ängby SK, a w latach 1995–2003 w Kalmar BTK. Z klubem tym zdobywał mistrzostwo w 1996, 1999, 2000 i 2002. Następnie trafił do niemieckiej Bundesligi, będąc zawodnikiem SV Plüderhausen (2003–2005) oraz TTC RhonSprudel Fulda-Maberzell (2005–2012). Wraz z tym zespołem zwyciężył w Pucharze ETTU (Europejskiego Związku Tenisa Stołowego) w sezonie 2004/2005.

## Sukcesy

### Podsumowanie
Jest jednym z ledwie pięciu tenisistów stołowych, którzy wygrali tzw. Wielkiego Szlema, tj. zdobyli w grze pojedynczej mistrzostwo świata, puchar świata i mistrzostwo olimpijskie. Jest liderem pod względem liczby zwycięstw w turnieju Europa Top 12 (16).
Wystąpił w 15 edycjach mistrzostw świata, przy czym ostatni raz w 2006. W rozgrywanych w 1997 w Manchesterze Mistrzostwach Świata zdobył złoty medal nie przegrywając w całym turnieju choćby seta. Uczestniczył także w pięciu igrzyskach olimpijskich. Jest jedynym zawodnikiem spoza Azji, któremu udało się zdobyć tytuł mistrza olimpijskiego w tenisie stołowym.

### Sukcesy turniejowe

#### Za czasów kariery seniorskiej

##### Igrzyska olimpijskie
Na podstawie.
- 2004 – czwarte miejsce (gra pojedyncza); ćwierćfinał (gra podwójna)
- 2000 – srebrny medal (gra pojedyncza); 1/8 finału (gra podwójna)
- 1996 – 1/8 finału (gra pojedyncza); ćwierćfinał (gra podwójna)
- 1992 – złoty medal (gra pojedyncza); pierwsza runda (gra podwójna)
- 1988 – ćwierćfinał (gra pojedynczej i gra podwójna)

##### Mistrzostwa świata
Na podstawie.
- 2004 – brązowy medal (drużynowo)
- 2001 – brązowy medal (drużynowo)
- 2000 – złoty medal (drużynowo)
- 1999 – brązowy medal (gra pojedyncza)
- 1997 – srebrny medal (gra podwójna)
- 1997 – złoty medal (gra pojedyncza)
- 1995 – srebrny medal (drużynowo)
- 1993 – złoty medal (drużynowo)
- 1993 – brązowy medal (gra pojedyncza)
- 1991 – złoty medal (drużynowo)
- 1991 – srebrny medal (gra pojedyncza)
- 1989 – złoty medal (gra pojedyncza)
- 1989 – złoty medal (drużynowo)
- 1987 – srebrny medal (drużynowo)
- 1987 – srebrny medal (gra pojedyncza)
- 1985 – srebrny medal (drużynowo)
- 1983 – srebrny medal (drużynowo)

##### Mistrzostwa Europy
Na podstawie.
- 2002 – złoty medal (drużynowo)
- 2000 – złoty medal (drużynowo)
- 1996 – złoty medal (drużynowo)
- 1996 – złoty medal (gra podwójna)
- 1996 – złoty medal (gra pojedyncza)
- 1994 – srebrny medal (drużynowo)
- 1994 – srebrny medal (gra pojedyncza)
- 1992 – złoty medal (drużynowo)
- 1992 – srebrny medal (gra podwójna)
- 1990 – złoty medal (drużynowo)
- 1988 – złoty medal (drużynowo)
- 1988 – złoty medal (gra podwójna)
- 1988 – brązowy medal (gra pojedyncza)
- 1986 – złoty medal (drużynowo)
- 1986 – złoty medal (gra podwójna)
- 1984 – srebrny medal (gra podwójna)
- 1982 – srebrny medal (gra pojedyncza)

##### Puchar świata
Na podstawie, o ile nie zaznaczono inaczej.
- 1996 – srebrny medal (gra pojedyncza)
- 1994 – srebrny medal (drużynowo)[62]
- 1991 – srebrny medal (drużynowo)[63]
- 1991 – brązowy medal (gra pojedyncza)
- 1990 – złoty medal (drużynowo)[64]
- 1990 – złoty medal (gra pojedyncza)
- 1983 – srebrny medal (gra pojedyncza)

##### Europa Top 12 (16)
Na podstawie.
- 1997 – trzecie miejsce
- 1996 – trzecie miejsce
- 1996 – zwycięstwo
- 1995 – zwycięstwo
- 1994 – finał
- 1993 – zwycięstwo
- 1991 – finał
- 1990 – finał
- 1989 – zwycięstwo
- 1988 – zwycięstwo
- 1987 – finał
- 1986 – zwycięstwo
- 1984 – zwycięstwo

##### Mistrzostwa Szwecji
Na podstawie.
- 2010 – złoty medal (gra pojedyncza)
- 2007 – brązowy medal (gra pojedyncza)
- 2007 – brązowy medal (gra podwójna)
- 2006 – złoty medal (gra pojedyncza)
- 2001 – brązowy medal (gra podwójna)
- 1999 – brązowy medal (gra pojedyncza)
- 1999 – złoty medal (gra podwójna)
- 1997 – złoty medal (gra pojedyncza)
- 1997 – srebrny medal (gra podwójna)
- 1996 – złoty medal (gra pojedyncza)
- 1996 – brązowy medal (gra podwójna)
- 1994 – srebrny medal (gra pojedyncza)
- 1994 – złoty medal (gra podwójna)
- 1993 – srebrny medal (gra podwójna)
- 1992 – brązowy medal (gra pojedyncza)
- 1992 – złoty medal (gra podwójna)
- 1991 – złoty medal (gra pojedyncza)
- 1991 – złoty medal (gra podwójna)
- 1990 – brązowy medal (gra podwójna)
- 1989 – złoty medal (gra pojedyncza)
- 1989 – srebrny medal (gra podwójna)
- 1988 – brązowy medal (gra pojedyncza)
- 1988 – srebrny medal (gra podwójna)
- 1986 – złoty medal (gra podwójna)
- 1986 – złoty medal (gra pojedyncza)
- 1985 – brązowy medal (gra pojedyncza)
- 1985 – brązowy medal (gra podwójna)
- 1985 – złoty medal (gra podwójna mieszana)
- 1984 – złoty medal (gra pojedyncza)
- 1984 – brązowy medal (gra podwójna)
- 1984 – srebrny medal (gra podwójna mieszana)
- 1983 – złoty medal (gra pojedyncza)
- 1983 – brązowy medal (gra podwójna)
- 1983 – złoty medal (gra podwójna mieszana)
- 1982 – złoty medal (gra podwójna)
- 1982 – złoty medal (gra podwójna mieszana)
- 1981 – złoty medal (gra podwójna)
- 1981 – brązowy medal (gra pojedyncza)

##### Inne turnieje (tylko zwycięstwa)

###### World Tour
Na podstawie.
- 1996 – Japan Open
- 1997 – Qatar Open
- 1996 – French Open
- 1996 – Yugoslavia Open
- 1991 – Japan Open
- 1990 – U.S. Open
- 1990 – Japan Open
- 1988 – French Open
- 1986 – French Open
- 1986 – German Open
- 1983 – Polish Open
- 1983 – Swedish Open

###### Safir International
Na podstawie, o ile nie zaznaczono inaczej.
- 1992
- 1988
- 1984
- 1982
- 1980 (kategoria kadetów)[18]

#### Za czasów kariery juniorskiej

##### Mistrzostwa Europy
Na podstawie, o ile nie zaznaczono inaczej.
- 1983 – złoty medal (gra pojedyncza w kategorii wiekowej juniorów)
- 1983 – srebrny medal (gra podwójna mieszana w kategorii wiekowej juniorów)
- 1983 – srebrny medal (drużynowo w kategorii wiekowej juniorów)[39]
- 1982 – złoty medal (gra pojedyncza w kategorii wiekowej juniorów)
- 1982 – złoty medal (gra podwójna w kategorii wiekowej juniorów)
- 1982 – srebrny medal (gra podwójna mieszana w kategorii wiekowej juniorów)
- 1982 – złoty medal (drużynowo w kategorii wiekowej juniorów)
- 1981 – złoty medal (gra pojedyncza w kategorii wiekowej juniorów)
- 1981 – złoty medal (gra podwójna w kategorii wiekowej juniorów)
- 1981 – złoty medal (drużynowo w kategorii wiekowej juniorów)
- 1980 – złoty medal (gra podwójna w kategorii wiekowej juniorów)
- 1980 – złoty medal (drużynowo w kategorii wiekowej kadetów)
- 1980 – srebrny medal (gra pojedyncza w kategorii wiekowej kadetów)
- 1979 – srebrny medal (drużynowo w kategorii wiekowej kadetów)[19]
- 1979 – srebrny medal (gra pojedyncza w kategorii wiekowej kadetów)

##### Mistrzostw Krajów Nordyckich
Na podstawie.
- 1983 – srebrny medal (gra pojedyncza w kategorii wiekowej juniorów)
- 1981 – złoty medal (gra pojedyncza w kategorii wiekowej juniorów)

##### Mistrzostwa Szwecji
Na podstawie.
- 1983 – srebrny medal (gra pojedyncza w kategorii do lat 17)
- 1983 – brązowy medal (gra podwójna w kategorii do lat 17)
- 1982 – złoty medal (gra pojedyncza w kategorii do lat 17)
- 1981 – złoty medal (gra pojedyncza w kategorii do lat 17)
- 1981 – złoty medal (gra pojedyncza w kategorii do lat 15)
- 1981 – srebrny medal (gra podwójna w kategorii do lat 17)
- 1980 – brązowy medal (gra pojedyncza w kategorii do lat 15)
- 1979 – srebrny medal (gra pojedyncza w kategorii do lat 13)
- 1977 – złoty medal (gra pojedyncza w kategorii do lat 11)
- 1976 – złoty medal (gra pojedyncza w kategorii do lat 11)

### Sukcesy klubowe

#### Kontynentalne
- 2005 – zwycięstwo w Pucharze ETTU z SV Plüderhausen[53]
- 1986 – zwycięstwo w Pucharze Europy z ATSV Saarbrücken[68][69]

#### Ligowe
Na podstawie, o ile nie zaznaczono inaczej.
- 2002 – mistrzostwo Szwecji z Kalmar BTK
- 2000 – mistrzostwo Szwecji z Kalmar BTK
- 1999 – mistrzostwo Szwecji z Kalmar BTK
- 1996 – wicemistrzostwo Szwecji z Kalmar BTK
- 1996 – mistrzostwo Szwecji z Kalmar BTK
- 1995 – mistrzostwo Szwecji z Ängby SK
- 1992 – mistrzostwo Szwecji z Ängby SK
- 1984 – mistrzostwo Niemiec z ATSV Saarbrücken[68]
- 1984 – mistrzostwo Szwecji ze Stockholms Sparvägars GoIF
- 1983 – mistrzostwo Szwecji ze Stockholms Sparvägars GoIF
- 1982 – wicemistrzostwo Szwecji ze Stockholms Sparvägars GoIF
- 1979 – wicemistrzostwo Szwecji ze Stockholms Sparvägars GoIF

#### Puchar kraju
Na podstawie.
- 1986 – Puchar Niemiec z ATSV Saarbrücken
- 1985 – Puchar Niemiec z ATSV Saarbrücken

## Rywalizacje

### Jörgen Persson
Przez całą karierę Waldner mierzył się z Jörgenem Perssonem w oficjalnych rozgrywkach 102 razy. Częściej, bo 53 razy, triumfował Persson (Waldner wygrał 49 spotkań). Pierwszy mecz między oboma zawodnikami rozegrany został 16 grudnia 1978 roku – był to finał Mistrzostw Szwecji w kategorii wiekowej do lat 13, w którym to zwyciężył Persson w dwóch setach (21-19, 21-19). W 1980 mierzyli się oni w finale Mistrzostw Europy w kategorii wiekowej kadetów. Spotkanie to również zakończyło się zwycięstwem Perssona, lecz tym razem w trzech setach (12-21, 21-18, 21-16).
Na Igrzyskach Olimpijskich w Seulu w 1988 obaj zawodnicy spotkali się w meczu o siódme miejsce, które po zwycięstwie w trzech setach (21-15, 21-16 i 21-17) ostatecznie zajął Persson. Dwukrotnie spotkanie między Waldnerem a Perssonem rozstrzygało o tytule mistrza świata – w 1989 (wygrał Waldner – 21-17, 21-18, 20-22, 18-21, 21-10) i w 1991 (wygrał Persson – 21-19, 21-18, 21-18). Ponadto 14 razy spotykali się oni w rozgrywkach szwedzkiej ekstraklasy, w tym w dwóch meczach finałów playoffs 1995/1996 (oba wygrał Waldner), oraz pięciokrotnie w Bundeslidze. Dwa razy spotkania między Waldnerem i Perssonem decydowały o mistrzostwie Szwecji – w 1984 i 1997. W 1984 Waldner wygrał w czterech setach (18-21, 21-14, 22-20, 21-13), a w 1997 w trzech (21-17, 21-17, 21-18).
W 1996 mierzyli się oni także w finale Mistrzostw Europy. Mecz ten i zarazem złoty medal wygrał Waldner, po tym, jak pokonał Perssona w czterech setach (16-21, 21-15, 22-20, 21-17).
Ostatnie spotkanie w grze pojedynczej między tymi zawodnikami odbyło się 3 marca 2012 roku podczas Zamkniętych Mistrzostw Szwecji w Borås. Zwyciężył Persson w czterech setach (11-8, 12-10, 12-10, 11-3).

### Mikael Appelgren
Waldner i Mikael Appelgren przyjaźnili się i trenowali wspólnie od 1972. W czasie trwania karier zawodowych obu zawodników rozegrali oni 55 spotkań, z czego 29 zakończyło się zwycięstwem Waldnera. W 1981 po raz pierwszy rywalizowali w oficjalnych zawodach w kategorii seniorów – w półfinale mistrzostw Szwecji, który ostatecznie wygrał Appelgren 3-0 w setach.
W 1982, gdy Waldner po raz pierwszy dotarł do finału międzynarodowych seniorskich zawodów – mistrzostw Europy – jego rywalem był właśnie Appelgren. Po pięciu setach i niemal godzinie gry, wspomniany finał zakończył się zwycięstwem Appelgrena (17-21, 17-21, 21-18, 22-20, 21-19).
W 1983 obaj zawodnicy spotkali się w finale Pucharu Świata, a w meczu tym również triumfował Appelgren (21-14, 13-21, 21-12, 21-17). W latach 1983, 1989, 1991 i 1996 między oboma zawodnikami rozstrzygała się kwestia tytułu mistrza Szwecji. Każde z tych spotkań kończyło się zwycięstwem Waldnera: w 1983 3-0, w 1989 3-1 (21-17, 22-20, 19-21, 21-12), w 1991 3-0 (23-21, 21-17, 21-17), a w 1996 3-2 (15-21, 21-15, 21-16, 21-18).
Ostatnie spotkanie rozegrali oni 12 lutego 2002 roku, w ramach meczu ligi szwedzkiej między Ängby SK-Kalmar BTK. Wygrał wówczas Waldner 3-1 w setach (11-5, 11-7, 6-11, 11-4).

### Erik Lindh
Z Erikiem Lindhem Waldner mierzył się łącznie 36 razy, z czego 28 meczów zakończył zwycięstwem. W 29 z owych 36 meczów zawodnicy mierzyli się w ramach rozgrywek ligi szwedzkiej, w 7 zaś w ramach turniejów. Pierwszy raz w oficjalnych rozgrywkach Waldner mierzył się z Lindhem 23 marca 1980 roku, w ramach półfinału mistrzostw Szwecji w kategorii wiekowej do lat 15 (w grze pojedynczej). Waldner przegrał to spotkanie 2:1 w setach i ostatecznie zdobył brązowy medal.
W 1983 obaj zawodnicy rywalizowali w półfinale Pucharu świata. Mecz ten wygrał Waldner 3-2 w setach (21-18, 17-21, 14-21, 21-7, 21-19), zdobywając następnie (po przegranej w finale z Mikaelem Appelgrenem) srebrny medal (Lindh zaś zdobył brązowy medal, po tym jak pokonał w meczu o trzecie miejsce Zorana Kalinicia). Trzy lata później – w 1986 – mecz między Waldnerem a Lindhem decydował o mistrzostwie Szwecji, które ostatecznie zdobył Waldner po zwycięstwie 3-2 w setach (15-21, 21-16, 21-19, 17-21, 22-20).
W 1992 zawodnicy Ci dwukrotnie mierzyli się w finałach playoffs ligi szwedzkiej między Falkenbergs BTK, w którym występował Lindh, i drużyną Waldnera – Ängby SK. Oba spotkania kończyły się zwycięstwem Waldnera: 2-1 i 2-1. Również mistrzowski tytuł zdobyła wówczas drużyna Ängby SK.
Po raz ostatni w oficjalnych zawodach mierzyli się oni 20 stycznia 2003 roku, w ramach meczu ligi szwedzkiej między Kalmar BTK (drużyna Waldnera) i BTK Enig. Zwyciężył Lindh 3-1 w setach (11-6, 8-11, 11-7, 11-8).

## Uznanie
Waldner jest powszechnie uznawany za najlepszego tenisistę stołowego w historii. Określa się go mianem „Mozarta tenisa stołowego”. Jest też najbardziej rozpoznawalnym (po Michaelu Jordanie) zagranicznym sportowcem w Chinach, gdzie też nazywany jest chiń. trad. 老瓦; pinyin Lǎo Wǎ, co oznacza „Stary Waldner” i chiń. trad. 常青树; pinyin Cháng Qīng Shù, tj.„Wiecznie zielone drzewo”. Według The New York Times Chińczycy traktują go jak „gwiazdę rocka przechadzającą się po Manhattanie”. Jako jeden z niewielu obcokrajowców otrzymał zgodę na otwarcie własnego baru w Pekinie, a w 2013 jego podobizna znalazła się na chińskich znaczkach pocztowych (jako jedynego żyjącego obcokrajowca w historii). Owych znaczków sprzedano kilkanaście milionów sztuk. Wcześniej na chińskim znaczku, jako jedyny obok Waldnera obcokrajowiec, pośmiertnie znalazł się Karol Marx. W 2007 Waldner znalazł się też na benińskim znaczku pocztowym.
Uznanie to wynika m.in. z faktu, iż był postrzegany jako jedyny zawodnik, który był w stanie rywalizować z chińskimi tenisistami. Chińscy fani nie postrzegali go jednak jak innych europejskich tenisistów – jako przeciwnika dla swoich reprezentantów, a jako kogoś, od kogo oczekują wygranej. Na pojedynkach tych wychowywało się wielu sportowców, m.in. Kong Linghui, który pokonał go w finale Igrzysk Olimpijskich w Sydney w 2000 roku. Waldner dowiódł bowiem, że można pokonać każdego, nawet tych, którzy wydawali się niemożliwi do pokonania. Trener chińskiej kadry i dwukrotny mistrz olimpijski Liu Guoliang, a także Wang Liqin – również dwukrotny mistrz olimpijski – uważali Waldnera za wzór do naśladowania dla przyszłych pokoleń tenisistów.
W 1992 został nagrodzony nagrodą Svenska Dagbladets guldmedalj, a w stworzonym przez szwedzki dziennik Dagens Nyheter rankingu 150 najlepszych sportowców w historii tego kraju zajął trzecie miejsce (za Björnem Borgiem i Zlatanem Ibrahimoviciem).
W 2003 został włączony do galerii sław Międzynarodowej Federacji Tenisa Stołowego.
Zespół, w którym grał w latach 1995–2003 – Kalmar BTK, nazwał swoją halę na cześć Waldnera – JO Waldnerhallen.

## Życie prywatne
Wychował się w okolicach Sztokholmu. Matka Waldnera – Marianne – pracowała jako sprzedawca w sklepie, ojciec – Åke – jako asystent graficzny w gazecie. Oboje angażowali się w karierę syna. Ma o dwa lata starszego brata – Kjell-Åke, który również został zawodowym tenisistą stołowym – trzykrotnie zdobywał mistrzostwo ligi szwedzkiej z drużyną Stockholms Spårvägars GoIF. Trenowali oni razem w starym porzuconym kinie zlokalizowanym w Aspudden.
Jest pierwszym w historii tenisistą stołowym, który zarobił milion dolarów. Stworzył własną markę ubrań i perfum, której hasłem przewodnim jest „Załóż legendę”.
Był uzależniony od hazardu i poddawał się leczeniu. Według doniesień medialnych przegrał w kasynach około pół miliona euro. W związku z uzależnieniem i wielkimi sukcesami porównywano go do Diego Maradony.
Mieszka w Sztokholmie.